# Вулиця Самокиша (Сімферополь)
Вулиця Самокиша (крим. Samokış soqağı) — вулиця в Сімферополі, в Центральному районі міста.
Одна з найдавніших вулиць міста. Сучасну назву має з 1940 року на честь художника Миколи Самокиша (1860—1944).

## Опис
Вулиця починається на перехресті вулиць Крилова та Севастопольської біля парку імені Треньова.
Перетинається з проспектом Кірова, вулицями Пушкіна та Героїв Аджимушкая. Закінчується перехрестям з вулицею Жуковського.
Транспорт: автобус № 4.

## Історія
1837 року видано розпорядження губернатора про найменування вулиць міста Сімферополя. З-поміж майже 30 вулиць і провулків там була вулиця Торгова. Дослідники історії Сімферополя вважають, що в часи Російської імперії вулиця також носила назви «Товчианівська» (з 1898 року), «Амбарна» (з 1903 року), «Торгова» (з 5 березня 1904 року).
1924 року радянська влада перейменувала вулицю на Кооперативну.
Сімферопольська міська рада на засіданні 16 серпня 1940 року присвоїла вулиці ім'я Самокиша на честь 80-літнього ювілею відомого художника-баталіста Миколи Самокиша, що мешкав на цій вулиці. З перейменуванням пов'язано багато легенд, проте точно відомий факт, що увічнити Самокиша в 1944 запропонувало німецьке командування.

## Будівлі
- № 7 — Особняк кінця XIX століття
- № 8 — Кримськотатарська бібліотека імені Ісмаїла Гаспринського
- № 11 — Таврійська духовна семінарія, Будинок спеціалістів

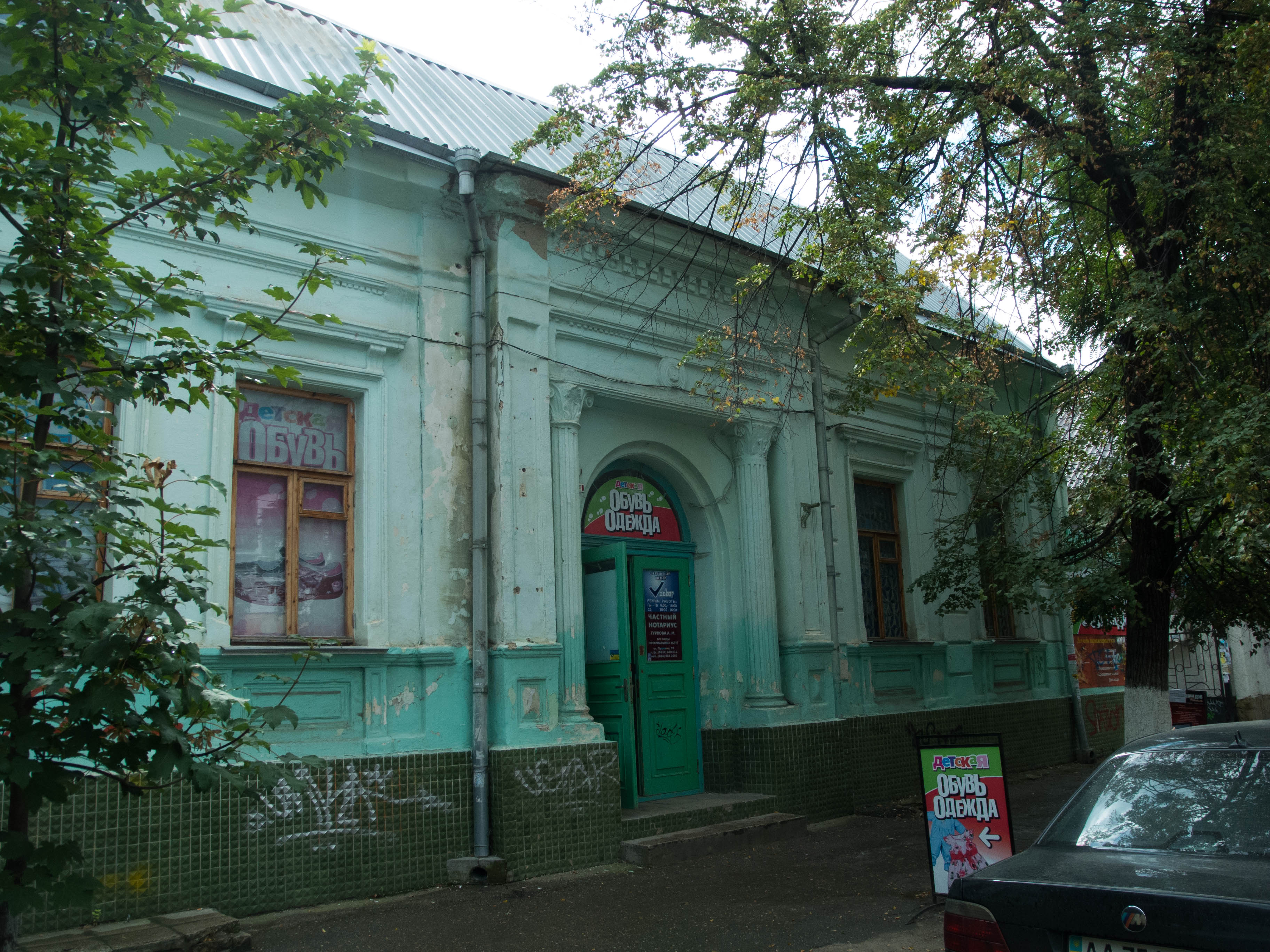
Особняк кінця XIX століття, 2013 рік
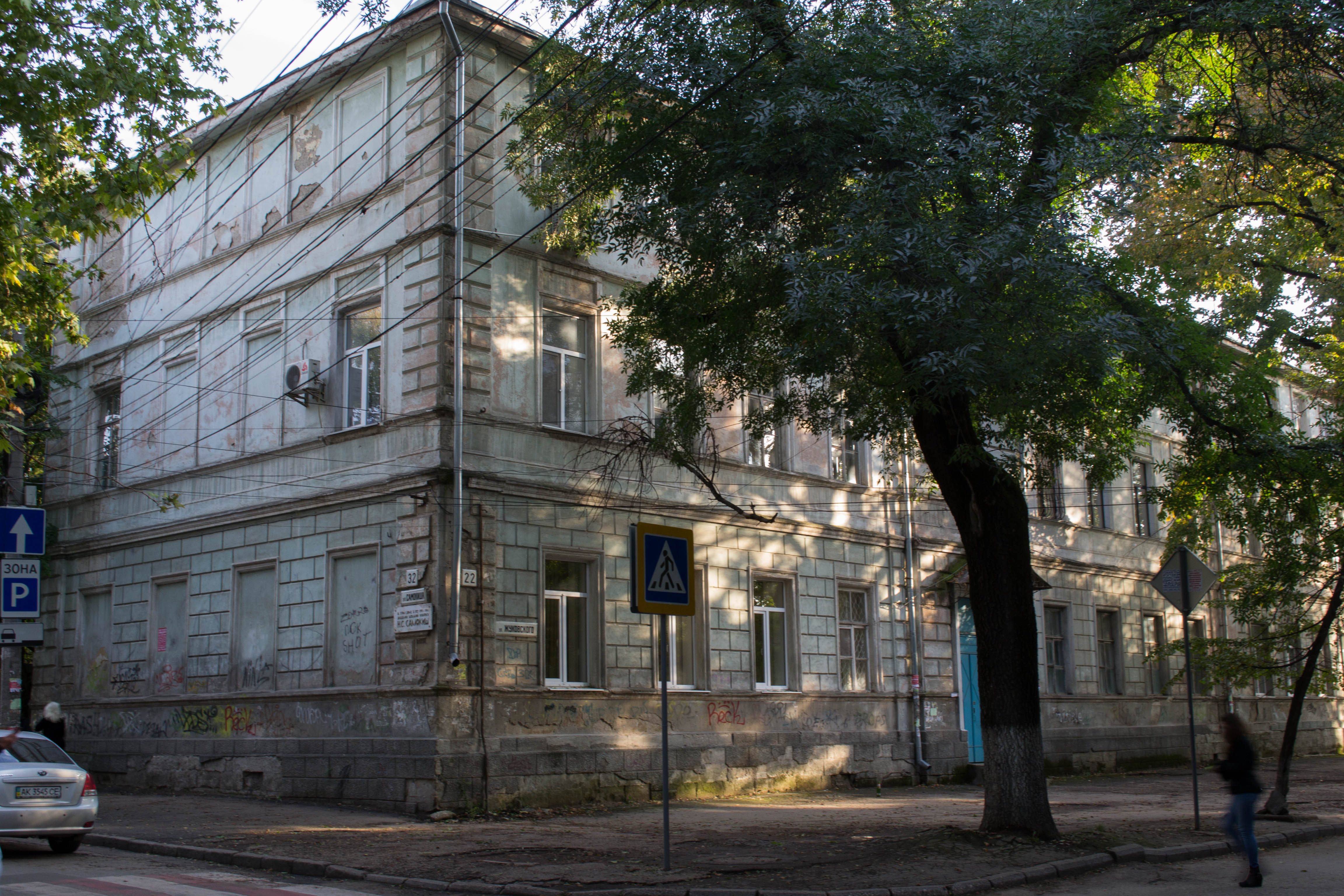
Будинок, в якому жив Микола Самокиш, 2013 рік
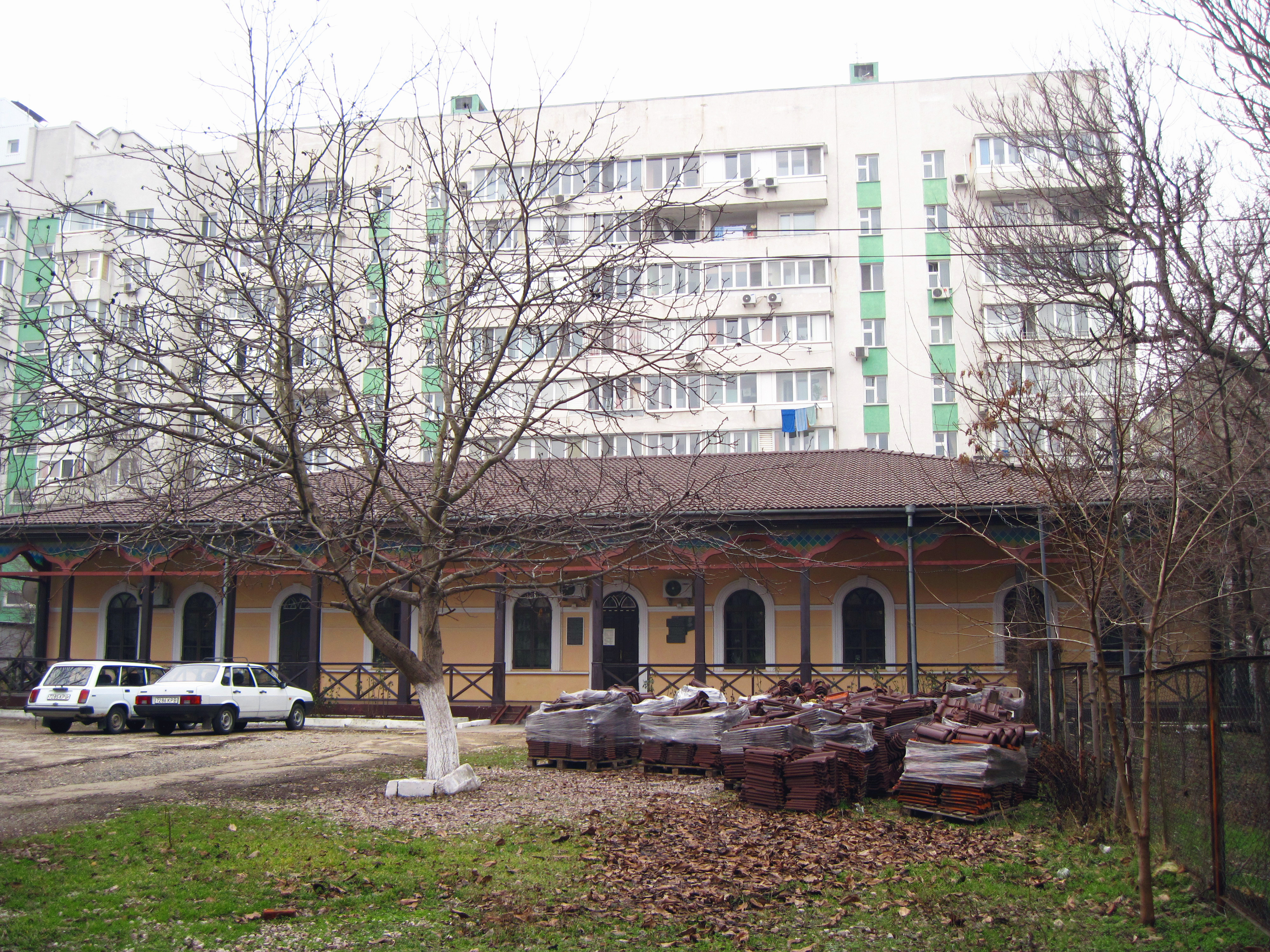
Кримськотатарська бібліотека імені Ісмаїла Гаспринського, 2013 рік
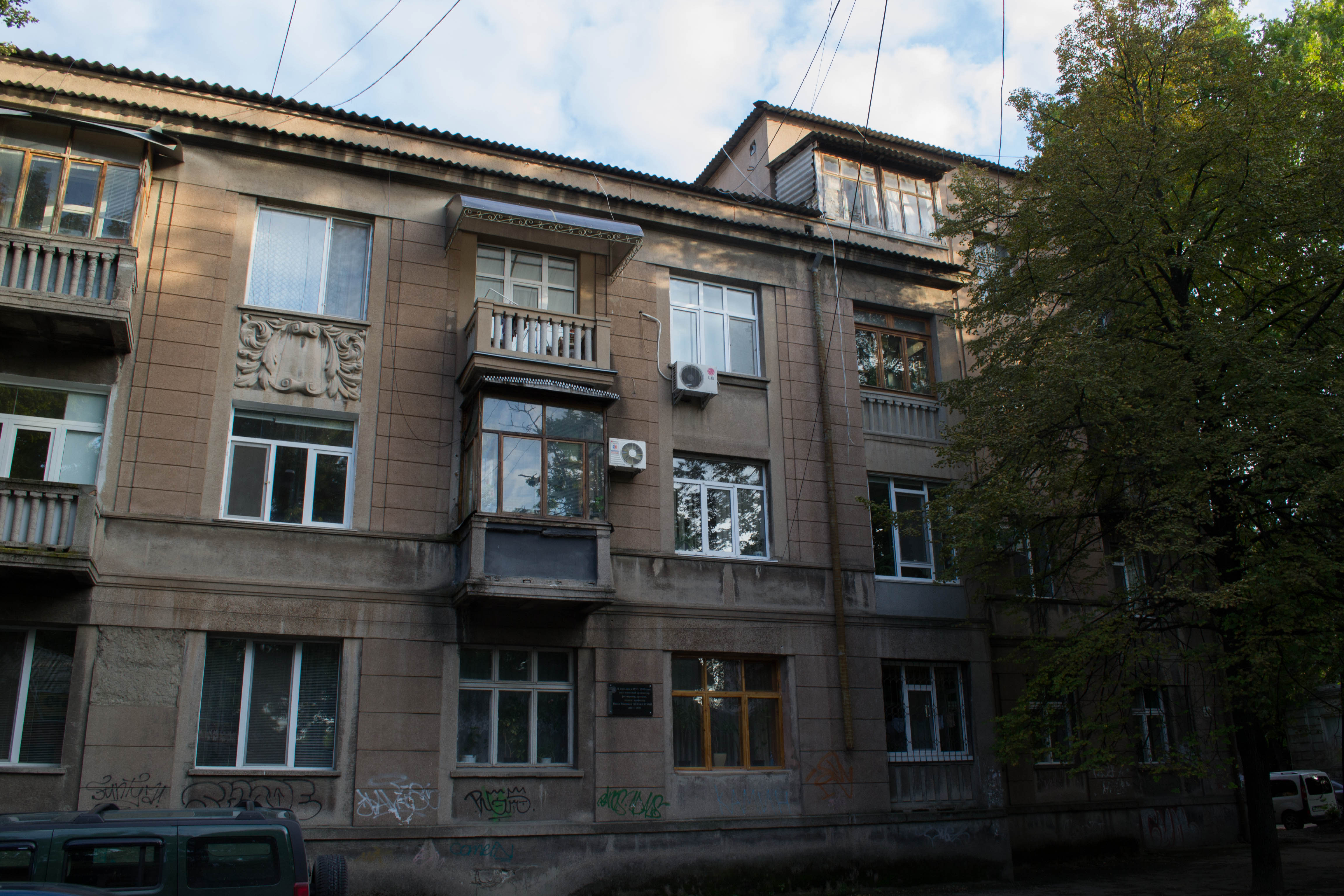
Будинок спеціалістів, 2013 рік
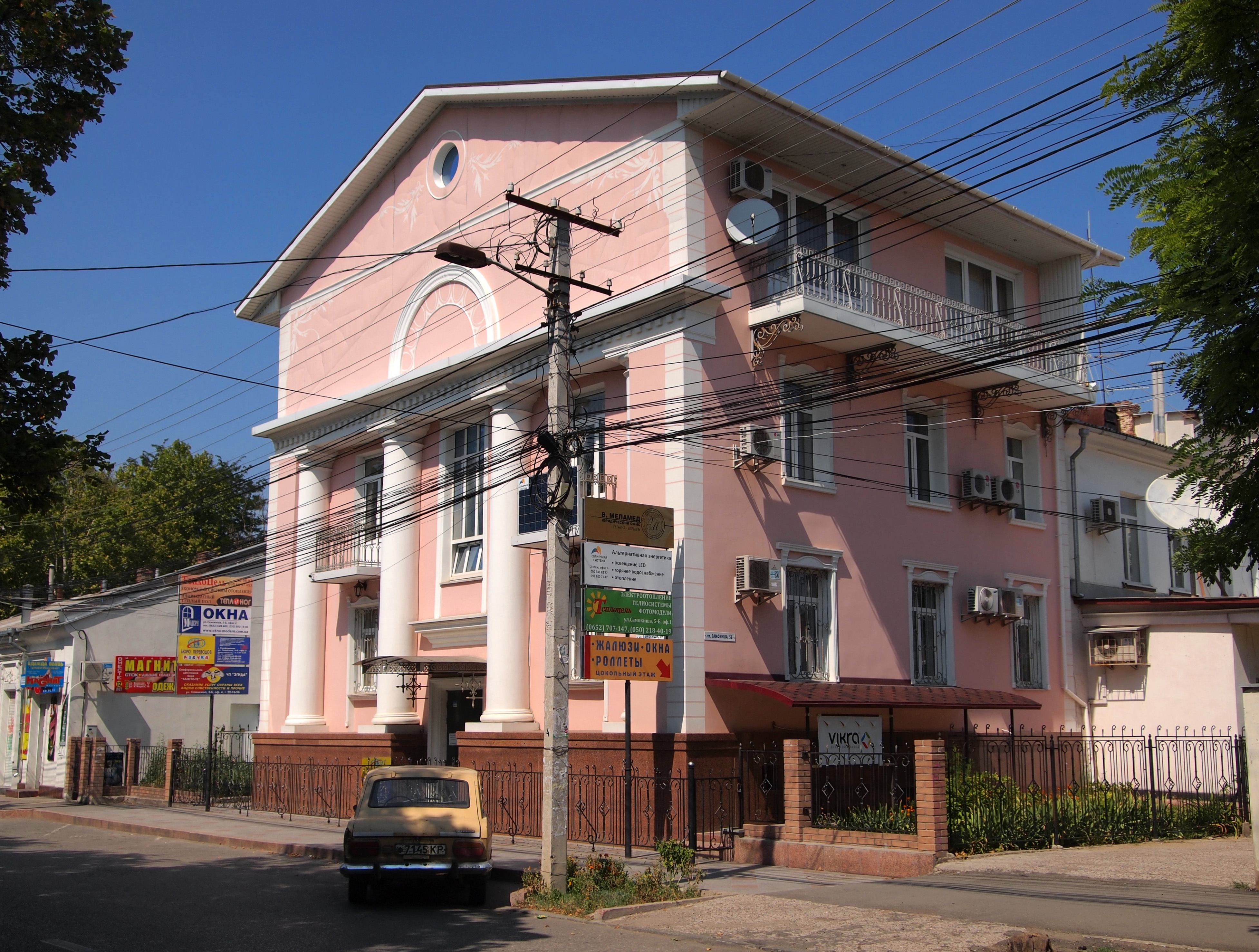
Будинок № 5б, 2013 рік
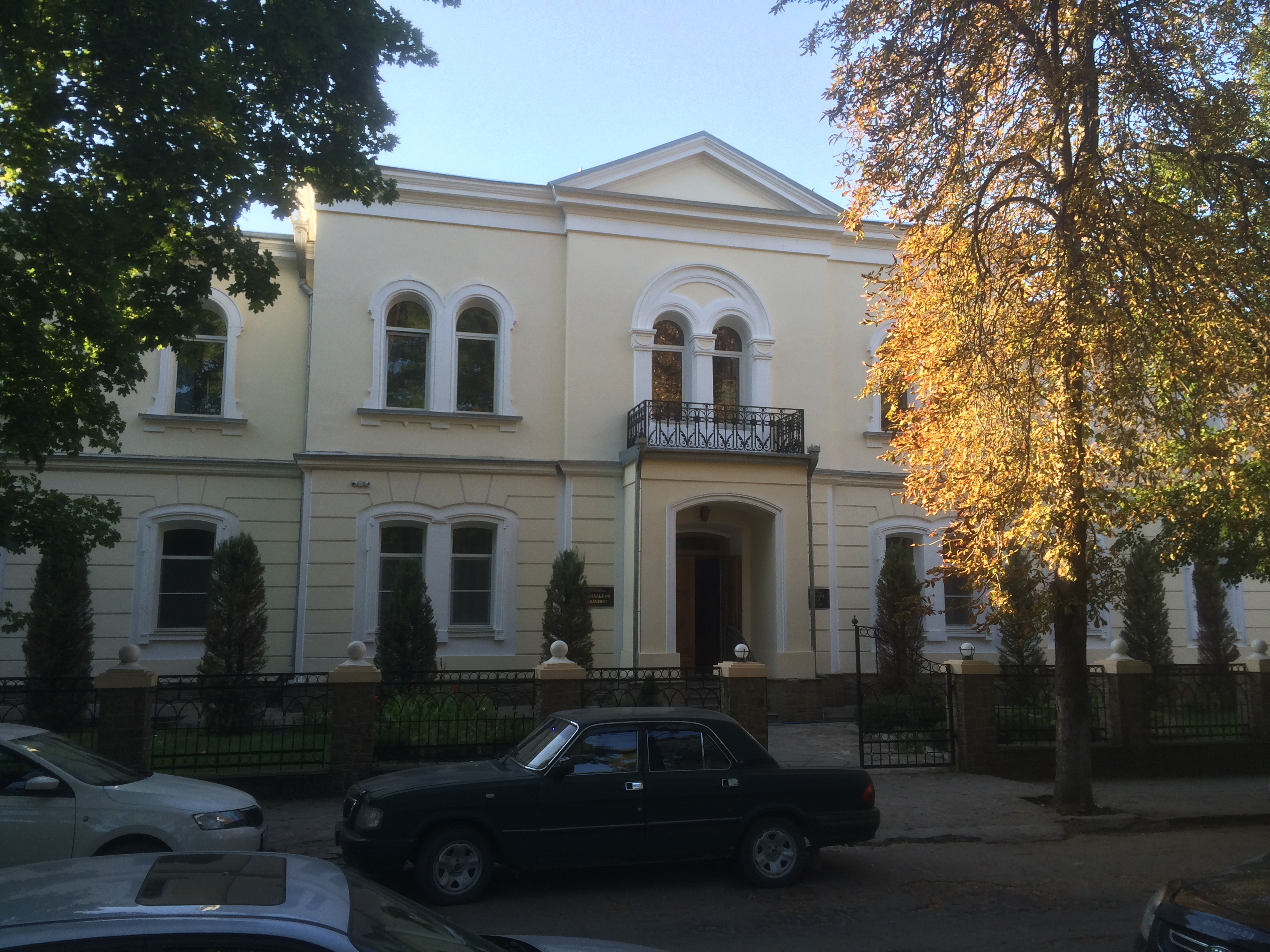
Таврійська духовна семінарія, 2017 рік